# Osmiválcový vidlicový motor

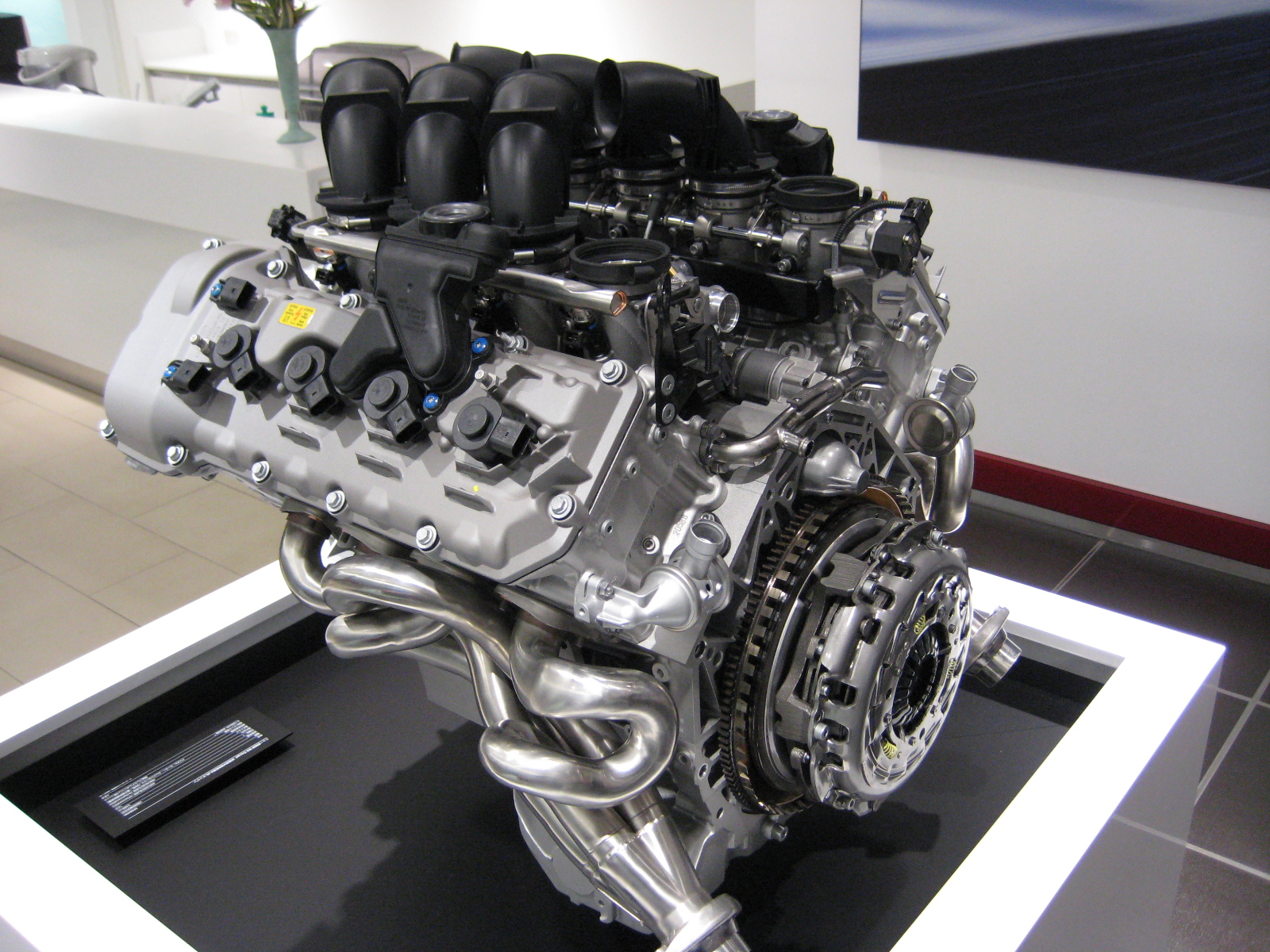
Motor BMW S65 4,0 V8

Osmiválcový vidlicový motor (známý také jako vidlicový osmiválec, osmiválcový V-motor, osmiválec uspořádaný do V, osmiválec s válci do V, osmiválec do V nebo zkráceně V8) je vidlicový motor s osmi válci. Válce jsou obvykle uspořádány ve dvou řadách po čtyřech, sevřených v úhlu 90°, ale užívá se i sevření v úhlu 60° nebo 75°. Může jít jak o vznětový, tak o zážehový motor.
Motory této konfigurace jsou užívány zejména k pohonu silničních vozidel, méně často kolejových vozidel nebo námořních plavidel, v minulosti se uplatnily i u letadel.

## Letectví

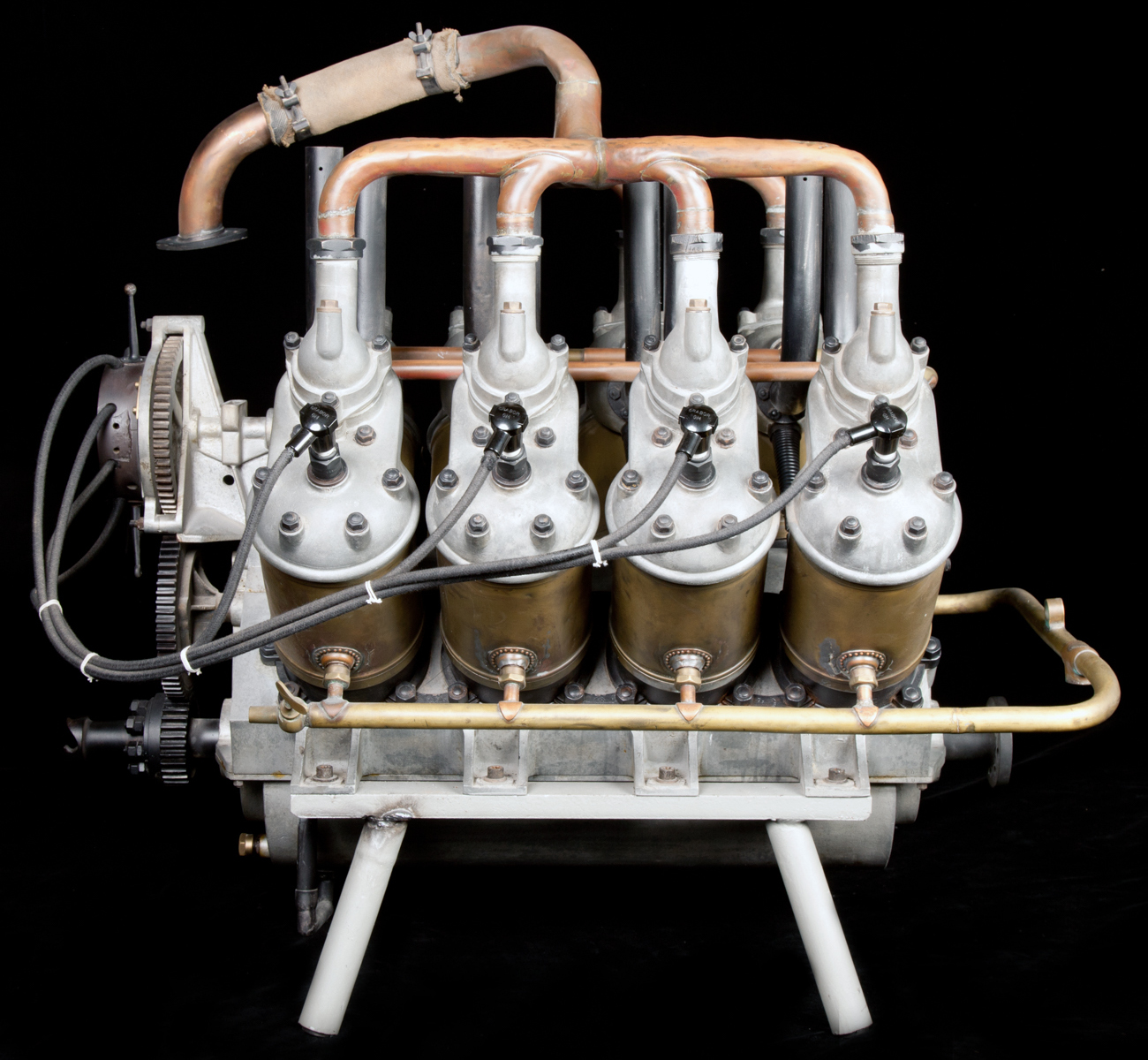
Boční pohled na letecký motor Antoinette 8V

Pravděpodobně prvním motorem vzniklým v této konfiguraci byl letecký motor Antoinette, zkonstruovaný v letech 1903–1904 Léonem Levasseurem, který toto uspořádání motoru přihlásil k patentové ochraně již v srpnu 1902. V době první světové války se uplatnila úspěšná řada zážehových vidlicových osmiválců Hispano-Suiza 8, pohánějících například stíhačky SPAD S.VII a S.XIII, dál rozvíjená i v těsně poválečném období. Hispano-Suiza 8Fb byl po válce licenčně vyráběn československými Škodovými závody jako Škoda HS-300.
Jedním z posledních vidlicových osmiválců, který se ve větších počtech uplatnil v letectví, byl vzduchem chlazený invertní motor Argus As 10, užívaný v druhé polovině 30. let 20. století především u cvičných a jiných lehkých letounů.

## Pozemní doprava

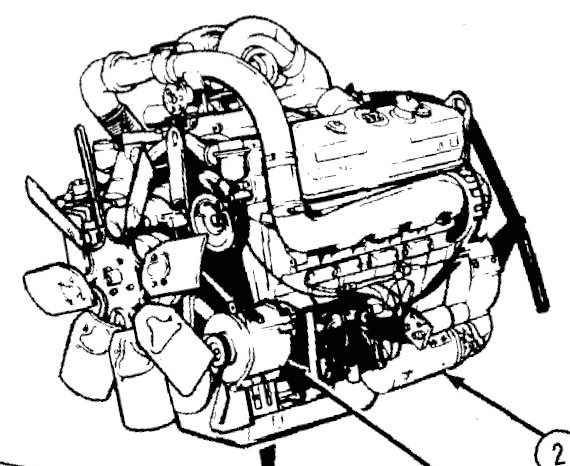
Vznětový vidlicový osmiválec Detroit Diesel 8V92TA

Osmiválcové vidlicové motory slouží nejčastěji k pohonu autobusů, nákladních automobilů, osobních automobilů vyšší střední a vyšší třídy, pohonu sportovních a supersportovních vozů, stejně jako vozů označovaných jako muscle car.

### Autobusy a nákladní automobily
Vznětové vidlicové osmiválce se zdvihovým objemem až do 18 000 cm³ (18 litrů), přeplňováním a výkonem až 700 koní se používají v nákladních automobilech a autobusech. Vidlicový osmiválcový motor používaly například nákladní automobily Tatra 148 a některá provedení Tatry 815.

### Osobní automobily
Masová výroba motorů V8 v USA začala ve 40. letech 20. století. Válce jsou montované pod úhlem 90°. Americké motory V8 se používají v tzv. muscle car jako Ford Mustang anebo Dodge Challenger či Chevrolet Camaro, ale také ve vozidlech typu pick-up.
V Evropě motory V8 používají výrobci luxusních a sportovních automobilů značek jako jsou Aston Martin, Audi, BMW, Ferrari, Jaguar, Mercedes-Benz, Porsche anebo Volkswagen.
Vidlicový osmiválec v minulosti používaly i osobní automobily Tatra 77, 603 a 613.
V letech 2006–2013 se motor konfigurace V8 se zdvihovým objemem 2,4 l používal ve Formuli 1.